# Giancarlo Baltolu
Giancarlo Baltolu Quintano (Recoleta, 29 de marzo de 1978) es un político y administrador público chileno. Fue consejero regional de la provincia de Arica y fue el Administrador Regional de la región de Arica y Parinacota hasta su destitución en enero de 2022.

## Vida pública
Fue elegido consejero regional de la provincia de Arica para el período 2018 a 2022. Sin embargo renunció al cargo para asumir como Secretario Regional Ministerial de Vivienda y Urbanismo de la Región de Arica y Parinacota.
Desde el 25 de octubre de 2019, se desempeñó en el cargo de Administrador Regional Baltolú fue destituido por Contraloría el 14 de enero de 2022 debido a que otorgó permisos irregulares para transitar durante la cuarentena.

## Historial electoral

### Elecciones municipales de 2021
- Elecciones municipales de 2021, para Alcalde de Arica.[2]

### Elecciones de consejeros regionales de 2021
- Elecciones de consejero regional de 2021, a Consejera Regional por la circunscripción provincial Arica (Arica y Camarones)